# Pepete (José Rodríguez Davié)
Pour les articles homonymes, voir José Rodríguez, Rodríguez et Pepete.
José Rodríguez Davié dit « Pepete », né à San Fernando (Espagne, province de Cadix) le 14 mai 1867, mort à Fitero (Navarre) le 13 septembre 1899, était un matador espagnol.

## Présentation
Sa réputation commence en 1887, alors qu’il est banderillero dans la cuadrilla de Joaquín Rodríguez « Punteret ». Après avoir passé plusieurs années en Uruguay, il retourne en Espagne et prend l’alternative le 30 août 1891 au Puerto de Santa María (Espagne, province de Cadix), avec comme parrain Luis Mazzantini. Il confirme son alternative à Madrid le 3 septembre 1891 avec comme parrain « Guerrita » face à des taureaux de la ganadería de Bañuelos.
Le 12 septembre 1899, dans les arènes de Fitero, il est gravement blessé par le taureau « Cantinero » de la ganadería de Zalduendo. Il meurt à Fitero le lendemain.